# Усть-Рахмановка (Атюрьевский район)
Усть-Рахмановка — деревня в Атюрьевском районе Мордовии. Входит в состав Большешуструйского сельского поселения.

## История
В «Списке населённых мест Тамбовской губернии» (1866 г.) Рахманка значится владельческой деревней в 6 дворов в составе Темниковского уезда.

## Население
| 2002 | 2010 |
| ---- | ---- |
| 227  | ↘224 |

Национальный состав
Согласно результатам Всероссийской переписи населения 2002 года, в национальной структуре населения татары составляли 82 %.